# میرزا صادق منشی
میرزا صادق منشی یکی از شاعران معروف و مشهور نیمهٔ دوّم قرن هجدهم میلادی و نیمهٔ اوّل قرن نوزدهم میلادی ادبیات تاجیک است. در روستای چاندار بخارا متولد شده است و با تخلّص صادق شعر می‌گفته است. حیات شاعر میرزا صادق منشی در دربار حکمرانان منگیت: امیر دانیال، امیر شاهمراد و امیر حیدر گذشته است. میرزا صادق منشی ۱ محرم تاریخ ۱۲۳۵ هجری (۲۰-اکتبر سال ۱۸۱۹ میلادی) در کرش فوت کرده است. میرزا صادق منشی از خود میراثی گرانبها به گذاشته است، که از غزلیات، قصاید، قطعات، مخمّسات، رباعیات و فردیات عبارت است. مثنوی‌های «دخمهٔ شاهان»، «قضا و قدر»، «رفع تومن آخوگیر و خیرآباد»، «منظومهٔ عاشق شدن درویش به دختری» و اشعار پراکنده دیگری را به جاگذاشته است، که تا اکنون ۴۱ نسخهٔ خطّی از آن یافت شده است.

## از غزلیات
چند ریزی به جفا اشک جگرگون مرا
ای جفاپیشه، بیا ریز دیگر خون مرا
دل به زنجیر سر زلف تو آرامی داشت،
شد صبا سلسله‌جنبان دل مجنون مرا
با تو، ای سنگدل، افسانهٔ من درنگرفت،
در دل سخت تو نبود اثر افسون مرا.
شعلهٔ آه دل، آتش، زده در پیرهنم،
سوز پنهان، چو درون، سوخته بیرون مرا.
گفتی از خاطرِ محزون تو شادم، صادق،
شاد کردی به همین خاطر محزون مرا.
***
چهره چون گل شمع هر محفل نمی‌خواهم ترا
هر طرف چون شاخ گل مایل نمی‌خواهم ترا
مردم چشم جهان‌بین منی، مُردم ز هجر،
جز درون چشم خود منزل نمی‌خواهم ترا
کس نمی‌خواهم، که بندد دل به سرو قامتت،
چون صنوبر زیر بار دل نمی‌خواهم ترا
قابل بزم تو نبود هر پریشان‌روزگار،
همدم این جمع ناقابل نمی‌خواهم ترا
بر لب آمد جانم از غم این همه تعجیل چیست؟
جان من چون عمر مستقبل نمی‌خواهم ترا
مست حسنی هیچ از حال من آگه نیستی،
این همه از حال خود غافل نمی‌خواهم ترا
خوشتر است از عاقلی، صادق، جنون عاشقی
ترک عقل و هوش کن، عاقل نمی‌خواهم ترا
***
دهن تنگ ترا تنگ شکر در گرو است،
لب و دندان ترا لعل و گهر در گرو است
عنبرین زلف ترا مشک ختن در دامن،
روح گلگون ترا شمس و قمر در گرو است
زنگی خال تو در عارض همچون خورشید
مثل هندوبچه‌ای مصحف زر در گرو است
شام هجران ترا روز وصالت دارند،
هر که در هر دو زمان شام و سحر در گرو است
قد بالای ترا سرو سهی زیر بغل،
نازک‌اندام ترا تکیه پر در گرو است.
مردمان از غم هجران تو سر در زانو،
بندهٔ صادق بیچاره، که سر در گرو است.
***
ای از نهال سرو قدت نورسیده‌تر،
ابروی دلکشت ز مه نو خمیده‌تر
هستیم وحشیان-من و دل، ای غزال چشم،
من از دل و ز من دل بیدل رمیده‌تر.
بر ما مران سمند جفا این همه به ناز،
ای شهسوار، دار عنان را کشیده‌تر
کم رفت بر متاع خرد کس به راه عشق،
راهیست پُرمخاطره، ای دل، خزیده‌تر
صادق به راه کعبهٔ وصل تو قطع کرد،
چندین هزار بادیه لب خشک، دیده تر.